# 吉薩峰
71°20′S 68°16′W / 71.333°S 68.267°W

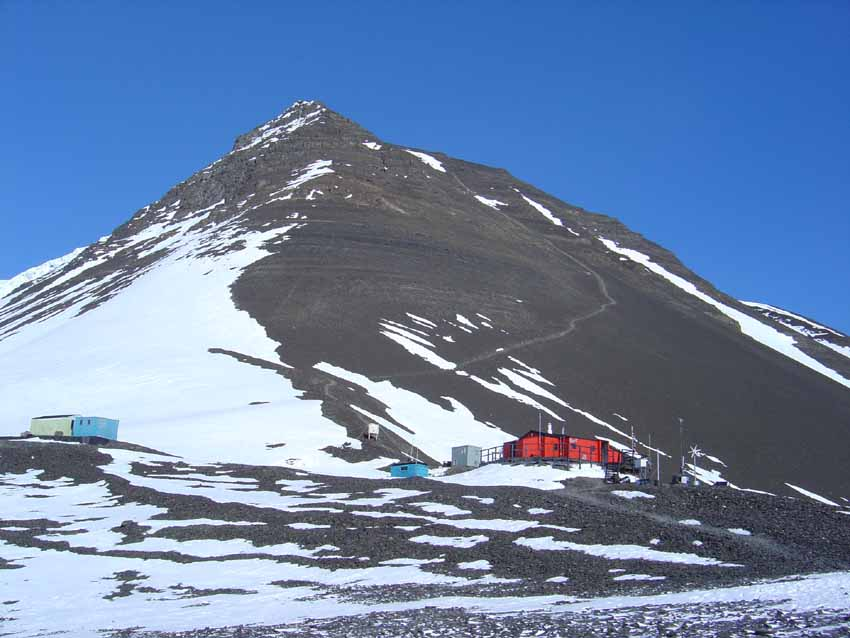

吉薩峰（英語：Giza Peak）是南極洲的山峰，位於亞歷山大一世島東部，海拔高度約600米，該山峰以前被英國探險隊取名於獅身人面像，現時由南極條約體系管理。